# Пряхин, Владимир Фёдорович
Пряхин Владимир Федорович (род. 1 января 1944, Нахичевань) — советский и российский дипломат, учёный-политолог
Доктор политических наук. Защитил первую в СССР диссертацию по теме многополярности международных отношений.
С 1968 г. работал на различных дипломатических должностях в центральном аппарате МИД СССР и МИД РФ и за рубежом (Венгрия, Швейцария, Руанда, Австрия, Армения, Таджикистан, Кыргызстан).
В 1980—1985 гг. был экспертом советской делегации на Конференции по разоружению в Женеве. Вёл вопросы ядерного разоружения и предотвращения распространения гонки вооружений на космическое пространство.
В 1995—1997 — заместитель директора Четвёртого департамента стран СНГ; 1997—2002 — старший советник Постоянного представительства России при ОБСЕ по вопросам стран СНГ (Вена); 2002—2003 гг. — зам. директора Второго департамента стран СНГ МИД РФ. В 2003 г. назначен первым российским главой полевого присутствия ОБСЕ; 2003—2007 гг. — Посол, Глава Миссии ОБСЕ в Ереване, Республика Армения; 2007—2009 гг. — Посол, Глава Миссии ОБСЕ в Таджикистане;
2009—2010 гг. — профессор Московского городского педагогического университета; 2010—2011 гг. — главный советник Регионального центра ООН по превентивной дипломатии в Центральной Азии (Бишкек).
В 2015 – 2024 гг. — профессор кафедры дипломатии МГИМО МИД России (по совместительству).
С 2012 г. по настоящее время — профессор кафедры мировой политики и международных отношений, кафедры зарубежного регионоведения и внешней политики Российского государственного гуманитарного университета.
Член Союза журналистов России.

## Биография
Отец — Пряхин Федор Ефимович (1918—1987), ветеран Великой Отечественной войны, майор технической службы, первостроитель космодрома Плесецк.
В 1961 году В. Ф. Пряхин окончил с золотой медалью Новгородскую среднюю школу № 11, работал слесарем на Новгородском заводе гаражного электрооборудования. В 1962 г. поступил в МГИМО, диплом с отличием получен в 1968. С 1968 г. по 2009 г. на дипломатической работе в МИД и международных организациях (ООН, ОБСЕ). Защитил кандидатскую (1977 г.) и докторскую (2002 г.) диссертации.
В. Ф. Пряхин женат вторым браком на Пряхиной Ирине Григорьевне. (Первая супруга Пряхина Лидия Егоровна скончалась в 1984 г.).
Имеет четверых детей и трех внуков.

## Дипломатическая работа

### На венгерском направлении
По имеющимся данным, В. Ф. Пряхин проработал на венгерском направлении одиннадцать лет, три года в центральном аппарате МИД (1968—1971) и восемь лет в посольстве СССР в ВНР (1971—1979). Вел рефераты по советско-венгерскому культурному сотрудничеству, а также по некоторым вопросам венгерской экономики. Иногда привлекался к переводческому обслуживанию переговоров советских и венгерских руководителей на высшем уровне.

### Женевская Конференция по разоружению
С 1981 по 1985 гг., будучи сотрудником Научного отдела Управления по планированию внешнеполитических мероприятий МИД СССР, В. Ф. Пряхин в качестве эксперта привлекался к работе советской делегации на Женевской Конференции по разоружению. Отвечал за вопросы ядерного разоружения и предотвращения распространения гонки вооружений на космическое пространство. Одновременно выполнял функции помощника главы делегации В. Л. Исраэляна.

### Посольство в Руанде
В 1989 г. получил назначение на должность советника Посольства СССР в Руанде, в каковом качестве руководил посольством как временный поверенный в 1992—1993 гг. На это время пришлись судьбоносные события в истории России и Руанды (гражданская война, геноцид).

### На Закавказском направлении
По возвращении из загранкомандировки В. Ф. Пряхин был назначен первым заместителем директора Четвёртого департамента стран Азии МИД России (с 1996 г. — Четвёртый департамент стран СНГ). Отвечал за двусторонние отношения со странами Закавказья и Турцией, участвовал в переговорах по урегулированию конфликтов в регионе (Нагорный Карабах, Абхазия, Южная Осетия).

### В многосторонней дипломатии
Знание языков и опыт работы на конфликтоопасных направлениях были востребованы в 1997 г. на работе в составе вновь образованного постоянного представительства России при ОБСЕ. Наряду с закавказскими конфликтами В. Ф. Пряхин отвечал также за представление позиции России по приднестровским и таджикским направлениям, а также за оказание помощи белорусским коллегам в отношениях с этой международной организацией.
В 2003 г., когда в острой форме был поставлен вопрос о низком уровне представленности России в рабочих органах ОБСЕ, В. Ф. Пряхин был рекомендован для работы в этой организации и стал первым российским главой полевого присутствия ОБСЕ, получив назначение на должность руководителя (посла) Ереванского (2003 г.) офиса ОБСЕ.
Деятельность российского главы получила положительную оценку международного сообщества, на совещании министров иностранных дел стран-участниц ОБСЕ в Брюсселе (2005 г.) отмечалось в частности положительное значение выполненного Ереванским офисом крупного экологического проекта по переработке отработанных ракетных топлив в с/х удобрения.
В 2007 г. руководство ОБСЕ перенаправило В. Ф. Пряхина в Таджикистан с целью повышения статуса полевого представительства в этой стране, деятельность которого подвергалась в то время жёсткой критике местных властей. За два года пребывания на посту главы представительства в Душанбе были инициированы проекты по укреплению режима государственной границы РТ с Афганистаном, созданию колледжа для переподготовки кадров погранперсонала, оказанию содействия таджикским властям в налаживании правоохранительной и антикоррупционной деятельности.
В 2010 – 2011 гг. в качестве Главного советника командирован Секретариатом ООН в Кыргызскую Республику для оказания содействия в урегулировании межэтнического конфликта и постконфликтном восстановлении на Юге страны.

## Научная работа
В 1977 г. В. Ф. Пряхин завершил учёбу в заочной аспирантуре МГИМО защитой первой в СССР кандидатской диссертации по теме многополюсности международных отношений. Это позволило ему по окончании загранкомандировки продолжить работу в системе МИД в научном отделе Управления по планированию внешнеполитических мероприятий, в котором он готовил обзоры зарубежной научной литературы по вопросам внешней политики СССР и прогнозам международных отношений. 27 января 1987 г. на Коллегии МИД СССР был заслушан его доклад на тему «Информационная технологическая революция и внешняя политика СССР», подготовленный под руководством видного советского дипломата Л. И. Менделевича.
По приглашению руководителя Секции искусственного увеличения видовой продолжительности жизни (ИПРОЖ) Комиссии по научным основам медицины при Президиуме АН СССР Л. В. Комарова В. Ф. Пряхиным в декабре 1980 г. был сделан доклад на Втором всесоюзном симпозиуме по ИПРОЖ. В докладе содержались выводы, вошедшие затем в научную основу движения трансгуманизма. Тогда же им были подготовлены предложения по мобилизации мировой научной общественности на борьбу за предотвращение ядерной войны и разоружение.
В последующем В. Ф. Пряхин все более позиционирует себя в науке как последователь мировоззрения русского космизма, интерпретируя, в частности, взгляды одного из основоположников космизма Н. Ф. Федорова с позиций достижений научно-технической революции XX века. Эта линия получила поддержку лётчика-космонавта В. И. Севастьянова, в соавторстве с которым В. Ф. Пряхин опубликовал несколько книг и статей.
Опыт практической дипломатической работы на миротворческом направлении был обобщен в докторском политологическом исследовании «Роль ОБСЕ в урегулировании региональных конфликтов на постсоветском пространстве» (2002). В диссертации предпринята попытка толкования конфликтов как звена системы глобальных проблем. Обосновывается вывод о необходимости нового мировоззрения для решения этих проблем и предлагается использовать умонастроение русского космизма для выработки основ такого мировоззрения.
Основное содержание диссертации при поддержке ОБСЕ было опубликовано автором в книге «Как выжить? Новая идеология для человечества».

## Педагогическая, общественная, литературная деятельность
Педагогическая деятельность В. Ф. Пряхина началась в МГИМО в 1982 г., куда он был приглашен для чтения лекций по истории Венгрии и истории внешней политики Венгрии на факультетах международных отношений и международной журналистики. Среди учеников В. Ф. Пряхина посол России в Нигерии Н. Н. Удовиченко, генеральный консул России в Бонне В. В. Седых, премьер-министр Республики Молдова (2013—2015) Юрий Лянкэ. Тогда же В. Ф. Пряхин возглавил кафедру международных отношений и внешней политики СССР в Киевском филиале Университета марксизма-ленинизма МГК КПСС. На кафедре работали многие крупные советские дипломаты, в том числе будущий представитель России в ООН В. И. Чуркин, будущий посол России в Республике Корея (2005—2009) Г. А. Ивашенцов, лауреат Государственной премии СССР В. М. Зимянин, лекции читали академик А. Л. Нарочницкий, заместитель министра иностранных дел СССР М. С. Капица, видный эксперт в области теории международных отношений А. В. Сергиев. Упразднение кафедры в 1989 г. явилось знаковым событием в свертывании деятельности московской организации КПСС в конце 80-х гг. XX века.
В 2009—2016 гг. В. Ф. Пряхин — профессор на кафедре мировой политики и международных отношений Российского государственного гуманитарного университета и кафедры общей и прикладной социологии Московского городского педагогического университета. По итогам этой работы им опубликованы первый в России учебник для бакалавриата «Россия в глобальной политике» и учебное пособие «Конфликтогены Московского региона».
В 2025 – 2024 гг., работая на кафедре дипломатии МГИМО опубликовал учебное пособие «Мировоззренческие начала дипломатии», а также главы в учебных пособиях МГИМО «Дипломатическая служба Российской Федерации» (2019), «Протокол и этикет в дипломатической деятельности зарубежных стран» (2022), «Дипломатия стран Востока и Юга» (2024), «Дипломатия новых сфер» (2014).
В. Ф. Пряхин оказывал содействие д.фил. н. С. Г. Семеновой в работе Федоровского семинара, объединившего адептов умонастроения русского космизма, а также Национальному комитету поддержки Римского клуба.
Под псевдонимом В.Сосновин в 1994 г. вышла повесть В. Ф. Пряхина «Музунгу», написанная во время командировки в Африку. В 90-гг им опубликованы стихи и стихотворный киносценарий «Цивилизация Три и четырнадцать сотых», отразившая авторскую концепцию научно-технического прогресса.
Серия статей и комментариев была опубликована в «Независимой газете», и органе общественных организацией МИД России «Наша Смоленка», а также в материалах Центра прикладных исследований и программ (АНО ПРИСП). В 2024 г. Серия выпущена АНО ПРИСП отдельным сборником «Выбор народа».

## Награды
- Золотая медаль «За отличную учёбу и примерное поведение» Министерства просвещения РСФСР
- Медаль полиции Республики Армения «За укрепление сотрудничества»,
- Медаль «Иван Баграмян»
- Медаль «Пятнадцатилетие пограничных войск ГКНБ Республики Таджикистан»
- Медаль «За сотрудничество в борьбе против наркотиков» Агентства по борьбе с наркотиками Республики Таджикистан
- медаль «Министерство иностранных дел Российской Федерации. 200 лет»
- Почетная грамота государственной администрации Ошской области Кыргызской Республики «За активное сотрудничество, всестороннюю и многолетнюю поддержку в осуществлении демократических преобразований, большой вклад в стабилизацию и развитие социально-экономического потенциала Ошской области
- Медаль МГИМО МИД России «За заслуги»

## Публикации
1. Россия в глобальной политике: учебник и практикум для академического бакалавриата. / М.: Издательство Юрайт, 2016. — Серия: Бакалавр. Академический курс. — 425 с.
2. Мировоззренческе начала дипломатии/ М.: Издательство Аспект Пресс, 2023. — Серия: Бакалавр. — 240 с.
3. Бессмертие — мировоззрение XXI века. — М.: Академический проект, 2018. — (Философские технологии: философия космизма). ISBN 978-5-8291-2213-3.
4. Геополитические метастазы. Региональные конфликты и глобальные проблемы, Саарбрюкен, Palmarium, 2013.
5. Региональные конфликты на постсоветском пространстве (Абхазия, Южная Осетия, Нагорный Карабах, Таджикистан, Приднестровье), Изд-во Гном и Д, Москва, 2000, переиздана в 2002 г.
6. Конфликтогены Московского региона, учебное пособие. — М.: издание Московского городского педагогического университета, 2015 г., — 52 с.
7. Как выжить? Новая идеология для человечества./ Предисловие Генерального Секретаря Марка Перрена де Бришамбо. Предисловие д.т. н. А. П. Федотова. М.:Издательство «Весь мир», 144 с.: илл.
8. Первый российский…Из истории Организации по безопасности и сотрудничеству в Европе. Воспоминания первого российского главы полевого присутствия ОБСЕ, опубликованы в сборнике Совета ветеранов МИД России, О времени и о себе. Размышления и творчество ветеранов дипломатической службы, том 21, Москва, 2012 г.
9. Русский космизм и современность, Вестник Российской Акалемии Наук, Том 82, Номер 11, ноябрь 2012, с. 1004—1011. На англ. яз.: V. F. Pryakhin, Russian cosmism and modernity, Herald of the Russian Academy of Sciences, November 2012, Volume 82, Issue 6, pp 472–476.
10. Политологические аспекты глобальных проблем в свете итогов международного конгресса «Глобальное будущее 2045», Вопросы политологии, № 1 (5), 2012 г., статья выставлена также на сайте движения «Россия 2045» (см. http://2045.ru/articles/29951.html).
11. Kyrgyzstan: Political History of two Decades of Independence, Central Asia and the Caucasus, Volume 12, Issue 4, 2011 (CA&CC Press, Sweden)
12. Русскоязычная версия: Кыргызстан: политическая история двадцати лет независимости. Центральная Азия и Кавказ, № 4.
13. Сценарий в стихах короткометражного художественного фильма «Цивилизация Пи». Время создания: март 1984 года — декабрь 2005 года. Опубликовано на сайте Российского трансгуманистического движения, адрес: http://transhuman.ru/menyu/negotovye-stati/pryakhin-vladimir-fedorov
14. Таджикистан и ОБСЕ. Глобальные проблемы на срезе одной страны. Статья в сборнике "Таджикистан — ОБСЕ: диалог и сотрудничество. (Под общей редакцией Хамрохона Зарифи; составители — Д.Назриев, М. Хусейнов) — Душанбе: «Ирфон», 2009, pp. 52 – 67
15. Глобальные вызовы и угрозы на рубеже XXI века как система. — The Global Threats and Challenges of the 21st Century as a systemic Phenomena, New Threats and Challenges in the 21st Century. Proceedings of the International Conference, October- November, 2006, Yerevan
16. Конфликт в Нагорном Карабахе, Некоторые исторические, политические, правовые аспекты. — Conflict in Nagornyi Karabakh, some historic, political and legal aspects, Международное право/International Law, 2(18)/2004, Москва, с. 26 — 157.
17. Региональные конфликты на постсоветском пространстве (Абхазия, Южная Осетия, Нагорный Карабах, Приднестровье, Таджикистан), Издательство «ГНОМ и Д», Москва.
18. Роль России в урегулировании региональных конфликтов на постсоветском пространстве. Доклад на Первом Конвенте Российской ассоциации международных исследований. «10 лет внешней политики России», Москва, МГИМО (У) МИД России, 20-21 апреля 2001 года, секция «Международные конфликты и роль России» н В. Ф. Материалы Первого Конвента Российской ассоциации международных исследований; под ред. A.B. Торкунова — М.: «Российская политическая энциклопедия» (РОССПЭН), 2003,- 784 с.
19. Руандийская трагедия. Послесловие к одному эксперименту, «Правда», 3 февраля, № 21 (27439).
20. La vie spirituelle a l’epoque contemporaine, Духовная жизнь в современную эпоху (на фр.языке), Dialogue, Mars, 1992, № 152, Kigali (Ruandа, Afrique Centrale), pp. 35–41
21. Rescue. Аварийный выход. — М.: Международные отношения, 1989. Совместно с В. И. Севастьяновым.
22. Космос, человек, политика: (Космическому веку — космическое мышление). — М.:Знание, 1989. — (Новое в жизни, науке и технике. Сер. «Космонавника, астрономия», № 4). Совместно с В. И. Севастьяновым.
23. Mankind’s Road to the Stars, New Delhi, Allied Publishers Private Ltd, 1988 [Звездная дорога человечества. Издательство АПН, (на англ. языке). Совместно с В. И. Севастьяновым]
24. Место проблемы искусственного увеличения видовой продолжительности в марксистско-ленинской классификации наук. Доклад на 2-м Всесоюзном симпозиуме «Искусственное увеличение видовой продолжительности жизни людей». В сб.: Дубинин Н. П. (ред.) Искусственное увеличение видовой продолжительности жизни: 2-й симпозиум. Москва. 8-10 декабря 1980. Тезисы докладов. — М., Наука.
25. Международное геронтологическое сообщество и борьба за предотвращение ядерной войны. — Мир науки, М., том XXIX, № 3
26. Пряхин В. Ф. Глобальные проблемы. — В кн.: Дипломатический словарь. В трех томах. 4-e пер. и доп. изд. — М.: Наука, т. I, с. 261
27. Венгрия, статья в ежегоднике «Большой Советской Энциклопедии» за 1970 год, С. 230—232.